# Phoma dubia
Phoma dubia är en lavart som först beskrevs av Linds., och fick sitt nu gällande namn av Sacc. & Trotter 1913. Phoma dubia ingår i släktet Phoma, ordningen Pleosporales, klassen Dothideomycetes, divisionen sporsäcksvampar och riket svampar.   Inga underarter finns listade i Catalogue of Life.